# West Coast Eagles
Die West Coast Eagles sind eine Australian-Football-Mannschaft in Perth, Western Australia, die in der Australian Football League (AFL) spielen. Die Vereinsfarben sind blau, weiß und gelb. Der im Jahr 1986 gegründete Verein trägt seine Heimspiele im Optus Stadium aus.

## Geschichte
Die Eagles wurden im Jahre 1986 gegründet und stiegen ein Jahr später in den Spielbetrieb der Victorian Football League ein. Dies war Ausdruck des Bestrebens der VFL, auch in anderen Bundesstaaten als Victoria zu expandieren. Das Team zeigte wenig Anlaufschwierigkeiten und konnte sich rasch in der höchsten Spielklasse des Australian Football etablieren. 1991 gewann man die McClelland Trophy als bestes Team der Regular Season, bereits ein Jahr später erfolgte der erste AFL-Meistertitel durch einen 113:85-Erfolg im Grand Final gegen die Geelong Cats. 1994 konnte dieser Erfolg, abermals gegen Geelong, wiederholt werden. 1995 erhielt man durch die Aufnahme der Fremantle Dockers in die AFL erstmals regionale Konkurrenz in Western Australia. Nach einer kurzen Schwächeperiode um die Jahrtausendwende zogen die Eagles 2005 erneut ins Grand Final ein, mussten sich dort gegen die Sydney Swans jedoch erstmals geschlagen geben. Ein Jahr später gelang in einer Neuauflage durch ein knappes 85:84 die Revanche und damit der dritte Meistertitel. Seitdem zählten die Eagles lange eher zum Mittelmaß der AFL. 2015 erreichten sie nach längerer Durststrecke wieder das Grand Final, unterlagen dort jedoch Serienmeister Hawthorn Hawks mit 61:107. 2018 zogen die Eagles überraschenderweise erneut in das Finale ein und gewannen in einem denkwürdigen Spiel gegen Collingwood (79:74) den vierten Titel.

## Fans
Mit knapp 80.000 Mitgliedern zählt West Coast zu den am stärksten unterstützten Teams der AFL. Wegen der begrenzten Kapazität des Stadions gibt es sogar eine Warteliste für Neuaufnahmen. Intensive Rivalitäten bestehen zu den Geelong Cats, den Sydney Swans und den Lokalrivalen von den Fremantle Dockers.

## Erfolge
- Meisterschaften (4): 1992, 1994, 2006, 2018
- McClelland Trophy (3): 1991, 1994, 2006